# تلك القوة الشنيعة
تلك القوة الشنيعة (بالإنجليزية: That Hideous Strength)‏، وتُرجمت إلى «حكاية خرافية للبالغين»، وهي رواية للكاتب البريطاني سي. إس. لويس، وتعتبر الكتاب الأخير لثلاثية الخيال العلمي الإلهياتية «ثلاثية الفضاء». تتبع أحداث هذه الرواية أحداث الروايتين خارج الكوكب الصامت وبيريلاندرا، والمسماة أيضًا رحلة إلى الزهرة، وتذكر هذه الرواية الفقيه اللغوي الخيالي إلوين رانسوم مرةً أخرى. تقع أحداث هذه الرواية في كوكب الأرض، بخلاف الأحداث الرئيسية لأول روايتين التي تقع في الفضاء أو في أحد الكواكب الأخرى بالمجموعة الشمسية. وتدور القصة حول معهد علمي، باسم نايس (إن.آي.سي.إي)، والذي كان عبارة عن جبهة للقوى الشريرة الخارقة للطبيعة.
تأثرت الرواية بشكل قوي بكتابات صديق لويس ورفيقه بحركة إنكلينغز الأدبية تشارلز ويليامز، وتتبع هذه الرواية نمط أدب المدينة الفاسدة بشكل ملحوظ. يشكر لويس، بمقدمة الكتاب، كاتب الخيال العلمي أولاف ستابليدون وأعماله: «يمتلئ أسلوب السيد ستابليدون بالابتكار ما يجعله قادرًا على إعارتنا بعضًا مما عنده، وأنا معجب للغاية بابتكاره، على الرغم أنني لست معجبًا بفلسفته، لدرجة أنني لا أشعر بأي خجل عند الاستعارة من أسلوبه».
يشرح لويس المغزى من الرواية، في تمهيد الكتاب، بنفس الطريقة المتبعة في عمله غير الخيالي إلغاء البشر، الذي يوضح فيه فكرته عن وجود حقوق طبيعية وقيم مجردة، والتي يجب أن تهتم أنظمة التعليم بتدريسها للأطفال.
حصلت الرواية على اسمها من إحدى القصائد التي كتبها ديفيد ليندسي عام 1555 بعنوان حوار بين الخبرة وأحد رجال الحاشية الملكية، والمعروفة أيضًا باسم الحاكم. وأشار المقطع الشعري من القصيدة «ظل تلك القوة الشنيعة، الذي يتجاوز طوله ستة أميال» إلى برج بابل.

## التحليل النقدي

### المواضيع
يصف الكتاب الحماقة المدمرة لرغبة البعض في اكتساب السلطة والهيبة النابعة من الانتماء للزمرة الحاكمة أو الدائرة الداخلية، وهي من أهم عناصر هذا الكتاب، وقيمها لويس على أنها في المرتبة الثانية من ناحية الأهمية. يشير رانسوم، في الفصل 12، بشكل عابر إلى كتاب «الوحدات القديمة» لأوين بارفيلد عند مناقشة مشاعر الدب المدعو «السيد بالتيتيود». يشرح ماكفي المقيم بعزبة سانت آن بالفصل الثامن، في ملحوظة خفيفة، استحالة المشاركة بين الرجل والمرأة في الأعمال المنزلية؛ لأن النساء تتحدث بلغة لا تحتوي على أسماء.

### الفلسفة
يعتنق الخصوم الرئيسيون في رواية تلك القوة الشنيعة فلسفة الطبيعانية الوجودية: التي ترى أنه لا يوجد أي شيء بخلاف المادة الفيزيائية أو الطاقة. هؤلاء الخصوم أيضًا الجسد البشري، بشكل مشابه للغنوصيين الأوائل، بالإضافة إلى كل أشكال الحياة العضوية باعتباره جسدًا هشًا فاسدًا لا يستحق أن يحصل على هذا العقل النقي. ويعتقدون أيضًا، مثل معتنقي فلسفة ما بعد الإنسانية المعاصرين، أن الإنسانية يمكن أن تكون مثالية إذا تمكنت من الهجرة خارج هذا الجسد المكون من اللحم والدم إلى الآلة.
يصور لويس عواقب هذه الأفكار باعتبارها كابوسًا لهذه المدينة الفاسدة: إذ قُدر لمعهد نايس بشكل محتوم، بعد رفضهم للرب ولخلقه، أن يقع تحت سيطرة الشياطين، الذي ظنهم أعضاء المعهد أنهم كائنات جديدة اكتشوفها وأعطوها اسم «الماكروبات». لم يكن هجوم لويس على العلم بحد ذاته، ولا على التخطيط العلمي، ولكنه كان على هذا المجتمع من نوع المجتمعات القائمة على الشمولية مثل المجتمعات النازية والبلشفية: «القسوة المنضبطة لبعض أشكال الأوليغاركية الأيديولوجية».
وفي المقابل، يصف لويس الواقع على أنه دعم للمبادئ المسيحية مثل الخطيئة الأصلية للبشرية، واستحالة وصول البشر إلى الكمال بعيدًا عن الرب، وصلاح هذا الجسد البشري (على الرغم من تلويثه بالخطيئة)، وقدرة الرب غير المتناهية مقارنةً بالقوى المحدودة للشر، ووجود الملائكة والشياطين. يستخدم لويس أيضًا، في إطار مسيحي، عددًا من شخصيات الميثولوجيا الرومانية في التسلسل الهرمي للكائنات الملائكية التي تخدم الرب، بالإضافة إلى بعض العناصر من أسطورة الملك آرثر البريطانية، والتي يبين الكتاب أنها مشتقة من قصص حقيقية لتعامل البشر مع الملائكة والشياطين. وتمكن لويس، على هذا النحو، من دمج الرموز الميثولوجية المسيحية، والرومانية، والبريطانية، بما يتناسب مع هويته بصفته طالبًا مسيحيًا بريطانيًا دارسًا لآثار العصور القديمة.

## روابط خارجية
- تلك القوة الشنيعة على موقع الموسوعة البريطانية (الإنجليزية)